# Bielefeld
Pour l’article homonyme, voir Bielefeld (race de poule).

Logo de la ville de Bielefeld.

Bielefeld (/ˈbiːləfɛlt/ ) est une ville-arrondissement industrielle d'Allemagne, dans le Nord-Est de la Rhénanie-du-Nord-Westphalie, à la lisière de la forêt de Teutberg. Bielefeld est la plus grosse ville de la région de Westphalie Est-Lippe.

## Histoire
| Appartenances historiques Comté de Ravensberg 1214-1807 Royaume de Westphalie 1807-1813 Royaume de Prusse (Province de Westphalie) 1815-1918 République de Weimar 1918-1933 Reich allemand 1933-1945 Allemagne occupée 1945-1949 Allemagne 1949-présent |

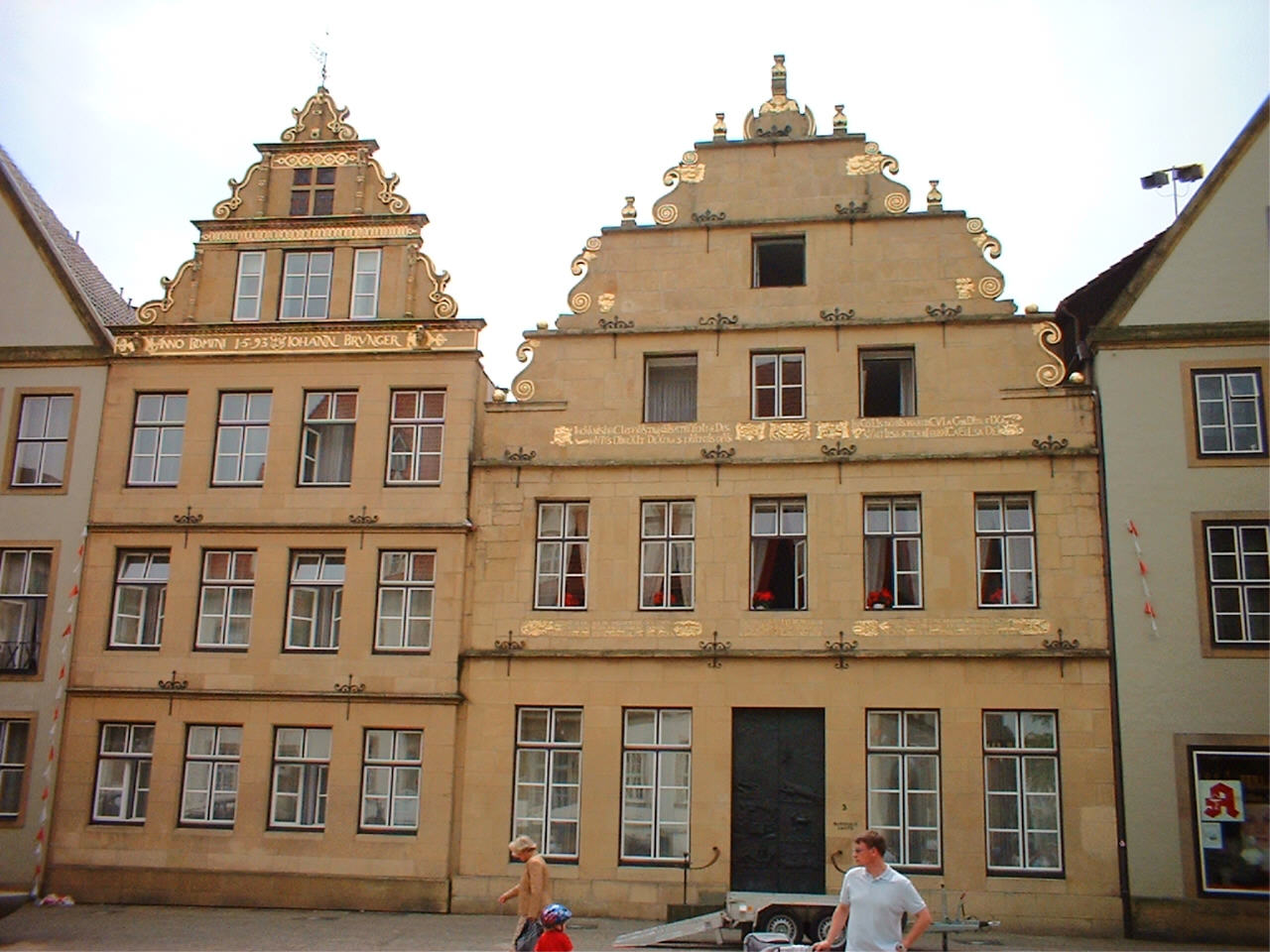
Maisons sur la place du vieux marché (Alter Markt).

Bielefeld a été fondée en 1214 par le Comte Hermann IV de Ravensberg afin de garder un passage traversant la forêt de Teutoburg. Un grand château, le Sparrenburg, a été construit au milieu de la ville médiévale. Il est resté imprenable durant le Moyen Âge. Le château ne ressemble plus à ce qu'il était durant cette période. Il est tombé en ruine durant le XVIIIe et le XIXe siècle et a été restauré en 1879.
Au cours du XVe siècle, Bielefeld a été un membre mineur de la Hanse. Plus tard, cette ville commença à commercer le lin et devint fameuse sous le nom de « la ville du lin ».
En 1909, la statue d'un toilier a été érigée pour rendre hommage aux ouvriers du lin et à leur importance pour la ville.
La ville est bombardée par des Boeing B-17 Flying Fortress le 20 septembre 1944 et le 7 octobre 1944, et par la Royal Air Force le 17 janvier 1945.
Le 14 mars 1945, un Avro Lancaster du 617e escadron lance une bombe de 10 tonnes Grand Slam sur le viaduc de Bielefeld (de).
Depuis 1994, la ville fait l'objet d'une conspiration humoristique, qui affirme que la ville n'existe pas.

## Arrondissements municipaux

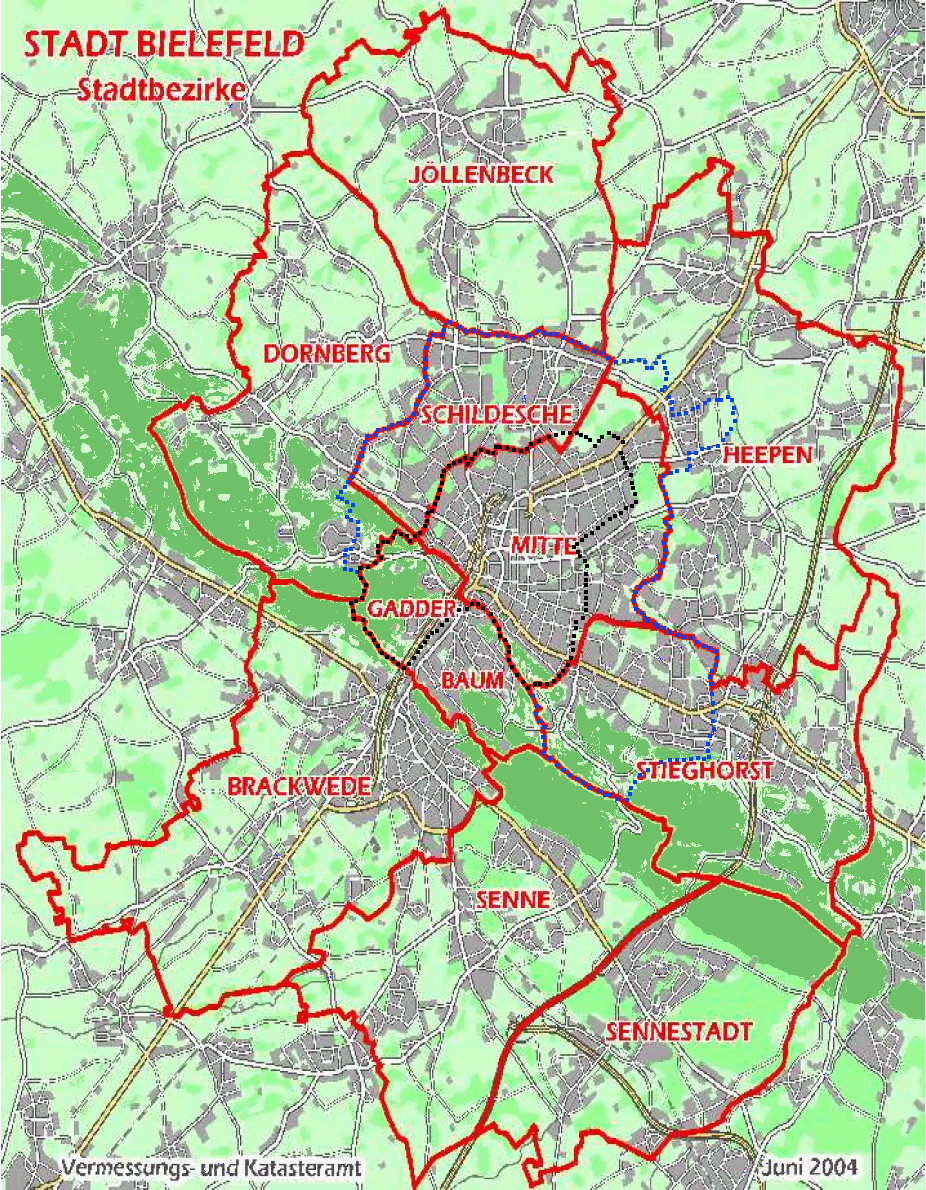
Légende* points noirs : la ville avant 1930
- points bleus : la ville de 1930 aux années 1960
- lignes rouges : les arrondissements depuis 1973
- vert foncé : la forêt de Teutberg

- Bielefeld-Mitte (Centre)
- Brackwede
- Dornberg
- Gadderbaum
- Heepen
- Jöllenbeck
- Schildesche
- Senne
- Sennestadt
- Stieghorst

## Population et société

### Enseignement supérieur
Bielefeld possède une université depuis 1969. Parmi les premiers professeurs qui y enseigna figure le sociologue Niklas Luhmann.
Les autres institutions d'éducation supérieure sont la Kirchliche Hochschule Bethel (destinée à la formation des théologiens) et une Fachhochschule.

### Enseignement secondaire
Deux établissements d'enseignement secondaire portent le nom de Max-Planck Gymnasium et "Friedrich von Bodelschwingh Schulen ". Ce dernier organise plusieurs échanges notamment avec des lycées de Londres, de Vérone et du Havre.

### Santé
Bielefeld est aussi le siège de deux importants établissements hospitaliers (von Bodelschwinghsche Anstalten Bethel et Evangelisches Johanneswerk).

### Sport
| Club              | Sport    | Fondé en | Ligue   | Stade       | Entraîneur   |
| ----------------- | -------- | -------- | ------- | ----------- | ------------ |
| Arminia Bielefeld | Football | 1905     | 3. Liga | SchücoArena | Rüdiger Rehm |

## Culture et patrimoine
Parmi les principales institutions culturelles de la région et au-delà se trouvent la Kunsthalle (musée d'art) et la salle de concert Rudolf Oetker (Houthalen-Helchteren).
Selon un phénomène internet, la ville de Bielefeld n'existerait pas (Complot de Bielefeld), mais serait une invention de la CIA, du Mossad ou d'extraterrestres destinée à dissimuler leurs actions. L'origine de cette parodie de théorie du complot est un message humoristique posté en 1994 par un étudiant allemand sur un forum usenet. L'histoire a depuis fait l'objet d'un film sorti en 2010 et en 2012, la chancelière allemande Angela Merkel y a fait référence en ajoutant « si elle a jamais existé » à la fin d'une déclaration concernant une réunion à laquelle elle avait participé à Bielefeld,,.

## Transports
Bielefeld est desservi par un aéroport (code AITA : BFE) et possède une gare ferroviaire.

## Économie
Actuellement, les industries principales de Bielefeld sont l'industrie alimentaire, les appareils électroménagers, l'informatique et de nombreuses industries lourdes. La ville est le siège des entreprises Dr. Oetker, Böllhoff, Dürkopp, Goldbeck et Seidensticker.

## Politique et administration

### Élections communales de 2020

#### Bourgmestre
| Candidats                | Candidats                | Partis                                       | Premier tour | Premier tour | Second tour | Second tour |
| Candidats                | Candidats                | Partis                                       | Voix         | %            | Voix        | %           |
| ------------------------ | ------------------------ | -------------------------------------------- | ------------ | ------------ | ----------- | ----------- |
|                          | Pit Clausen              | Parti social-démocrate d'Allemagne (SPD)     | 53 836       | 39,65        | 57 803      | 56,09       |
|                          | Ralf Nettelstroth        | Union chrétienne-démocrate d'Allemagne (CDU) | 39 782       | 29,30        | 45 246      | 43,91       |
|                          | Kerstin Haarmann         | Alliance 90 / Les Verts (Grünen)             | 16 903       | 12,45        |             |             |
|                          | Jan Maik Schlifter       | Parti libéral-démocrate (FDP)                | 6 984        | 5,14         |             |             |
|                          | Onur Ocak                | Die Linke                                    | 5 503        | 4,05         |             |             |
|                          | Florian Sander           | Alternative pour l'Allemagne (AfD)           | 4 708        | 3,47         |             |             |
|                          | Lena Oberbäumer          | Die PARTEI (DP)                              | 2 799        | 2,06         |             |             |
|                          | Autres candidats         | Autres partis                                | 4 045        | 3,94         |             |             |
|                          |                          |                                              |              |              |             |             |
| Votes valides            | Votes valides            | Votes valides                                | 135 765      | 99,41        | 103 049     | 99,41       |
| Votes blancs et nuls     | Votes blancs et nuls     | Votes blancs et nuls                         | 812          | 0,59         | 612         | 0,59        |
| Total                    | Total                    | Total                                        | 136 577      | 100          | 103 661     | 100         |
| Abstention               | Abstention               | Abstention                                   | 118 201      | 46,39        | 151 096     | 59,31       |
| Inscrits / participation | Inscrits / participation | Inscrits / participation                     | 254 778      | 53,61        | 254 757     | 40,69       |

#### Conseil municipal
|                           |                                              |         |       |     |        |               |
| Parti                     | Parti                                        | Voix    | %     | +/- | Sièges | +/-           |
|                           | Union chrétienne-démocrate d'Allemagne (CDU) | 37 503  | 27,75 | 2,4 | 18     | 2             |
|                           | Parti social-démocrate d'Allemagne (SPD)     | 33 716  | 24,94 | 5,9 | 16     | 4             |
|                           | Alliance 90 / Les Verts (Grünen)             | 30 166  | 22,32 | 6,3 | 15     | 4             |
|                           | Parti libéral-démocrate (FDP)                | 9 529   | 7,05  | 4,1 | 5      | 3             |
|                           | Die Linke (Linke)                            | 8 278   | 6,12  | 1,2 | 4      | 1             |
|                           | Alternative pour l'Allemagne (AfD)           | 4 630   | 3,43  | Nv. | 2      | 2             |
|                           | Die PARTEI                                   | 3 936   | 2,91  | Nv. | 2      | 2             |
|                           | Autres partis                                | 7 408   | 5,48  | 5,2 | 4      | 4             |
|                           |                                              |         |       |     |        |               |
| Suffrages exprimés        | Suffrages exprimés                           | 135 166 | 99,03 |     |        |               |
| Votes blancs et invalides | Votes blancs et invalides                    | 1 319   | 0,97  |     |        |               |
| Total                     | Total                                        | 136 485 | 100   | -   | 66     | en stagnation |
| Abstentions               | Abstentions                                  | 118 293 | 46,43 |     |        |               |
| Inscrits / participation  | Inscrits / participation                     | 254 778 | 53,57 |     |        |               |

## Personnalités liées à la ville
Ville natale de :
- Johann Christoph Hoffbauer, philosophe allemand (1766-1827)
- Friedrich Wilhelm Murnau, cinéaste allemand (1888-1931)
- Rudolf-August Oetker, entrepreneur et armateur allemand (1916-2007)
- Veronica Carstens (1923-2012), épouse du président fédéral Karl Carstens (1979-1984)
- Bernhard Schlink, écrivain allemand (1944-)
- Detlef Berentzen, journaliste et écrivain allemand (1952-)
- Rolf Kanies, acteur allemand (1957-)
- Darco, graffeur franco-allemand (1968)[réf. nécessaire]
- Sina Heffner, sculptrice allemande (1980-) ;
- Hayoung Choi (1998-), violoncelliste sud-coréenne ;
- Christina Rau (1956-), épouse du président fédéral Johannes Rau (1999-2004)

Y sont décédés :
- Friedrich Wilhelm Siegmund von der Marwitz, militaire prussien (1726-1788)
- Gertrud Bäumer, enseignante, écrivaine et féministe (1873-1954)
- Benita Koch-Otte, artiste textile, membre du Bauhaus

Autres personnalités liées à la ville :
- Gertrud Kleinhempel (1875-1948), designeuse et artiste, y a vécu et travaillé
- Reinhard Selten, mathématicien
- Friedrich von Bodelschwingh (1831–1910), théologien
- Norbert Elias, sociologue
- Niklas Luhmann, sociologue
- Helmut Schelsky, sociologue
- Werner Maihofer, personnalité politique
- Casper, rappeur
- Marco Huck, boxeur
- Antje Vollmer, femme politique
- Britta Haßelmann, femme politique
- Aylin Tezel, actrice
- Torsten Albig, homme politique
- Mechtild Borrmann, écrivaine

## Jumelages
- Rochdale (Royaume-Uni) depuis 1953
- Enniskillen (Royaume-Uni) depuis 1958
- Concarneau (France) depuis 1973
- Nahariya (Israël) depuis 1980
- Novgorod (Russie) depuis 1987
- Rzeszów (Pologne) depuis 1991
- Estelí (Nicaragua) depuis 1995
- Figeac (France) depuis 1998